# Среднечирковское сельское поселение
Среднечирковское се́льское поселе́ние — упразднённое муниципальное образование в Голышмановском районе Тюменской области Российской Федерации.
Административный центр — село Средние Чирки (год основания 1731 год).

## История
Статус и границы сельского поселения установлены Законом Тюменской области от 5 ноября 2004 года № 263 «Об установлении границ муниципальных образований Тюменской области и наделении их статусом муниципального района, городского округа и сельского поселения».

## Население
| 2010 | 2011  | 2012  | 2013 | 2014 | 2015 | 2016 |
| ---- | ----- | ----- | ---- | ---- | ---- | ---- |
| 1033 | ↘1032 | ↘1013 | ↘983 | ↘965 | ↘949 | ↘947 |
| 2017 | 2018  | 2019  |      |      |      |      |
| ↘940 | ↘916  | ↘896  |      |      |      |      |

## Состав сельского поселения
| № | Населённый пункт | Тип населённого пункта       | Население |
| - | ---------------- | ---------------------------- | --------- |
| 1 | Большие Чирки    | деревня                      | 42        |
| 2 | Лапушина         | деревня                      | 175       |
| 3 | Мелкозерова      | деревня                      | 133       |
| 4 | Средние Чирки    | село, административный центр | 447       |
| 5 | Темная           | деревня                      | ↗7        |
| 6 | Турлаки          | деревня                      | 91        |
| 7 | Усть-Малые Чирки | деревня                      | 138       |